# Helianthemum canariense
Helianthemum canariense là một loài thực vật có hoa trong họ Nham mân khôi. Loài này được (Jacq.) Pers. mô tả khoa học đầu tiên năm 1806.